# Pimpa (serie animata 2015)
Pimpa è la quarta serie televisiva animata de La Pimpa, nota anche come Pimpa Giramondo, disegnata da Altan e composta da 26 episodi di circa 5 minuti l'uno, è stata trasmessa in prima visione in Italia nel 2015 su Rai Yoyo.

## Episodi
| nº | Titolo italiano          | Prima TV       |
| -- | ------------------------ | -------------- |
| 1  | L'orsacchiotto Gigetto   | 1º giugno 2015 |
| 2  | Il pinguino Nino         | 2 giugno 2015  |
| 3  | La gita in Egitto        | 3 giugno 2015  |
| 4  | Il pesce pilota          | 4 giugno 2015  |
| 5  | Il cangurino Jack        | 5 giugno 2015  |
| 6  | La puzzola Sofia         | 6 giugno 2015  |
| 7  | La poltrona magra        | 7 giugno 2015  |
| 8  | La pianta carnivora      | 8 giugno 2015  |
| 9  | La cinghialina Zoe       | 9 giugno 2015  |
| 10 | Il granchio Giorgino     | 10 giugno 2015 |
| 11 | La foca Dudù             | 11 giugno 2015 |
| 12 | I fratelli coniglietti   | 12 giugno 2015 |
| 13 | Le stelle tuffanti       | 13 giugno 2015 |
| 14 | L'elefantina Isotta      | 14 giugno 2015 |
| 15 | La statua di Armando     | 15 giugno 2015 |
| 16 | Il lupetto Lodovico      | 16 giugno 2015 |
| 17 | Il cane da slitta        | 17 giugno 2015 |
| 18 | Bella coccinella         | 18 giugno 2015 |
| 19 | Il tesoro sommerso       | 19 giugno 2015 |
| 20 | La capretta tosaerba     | 20 giugno 2015 |
| 21 | In Africa con Tina e Leo | 21 giugno 2015 |
| 22 | Tito fa il gallo         | 22 giugno 2015 |
| 23 | Il rinoceronte miope     | 23 giugno 2015 |
| 24 | La tartaruga a rotelle   | 24 giugno 2015 |
| 25 | Il dinosauro Dino        | 25 giugno 2015 |
| 26 | La iena che ride         | 26 giugno 2015 |